# María Tifoidea
Mary Mallon (Cookstown, 23 de septiembre de 1869 - Nueva York, 11 de noviembre de 1938), más conocida como María Tifoidea o María la Tifosa (Typhoid Mary, en inglés), fue la primera persona en Estados Unidos a la que se identificó como un portador sano o asintomático de los patógenos asociados con la fiebre tifoidea (Salmonella Typhi y Salmonella Paratyphi A y B). 
No se sabe a cuántas personas infectó en el transcurso de su carrera como cocinera. Fue puesta en cuarentena en dos ocasiones por las autoridades de salud pública, y murió después de casi tres décadas en cuarentena total.

## Biografía
Nació en Cookstown, Irlanda del Norte, Reino Unido. Emigró a los Estados Unidos en 1884. De 1900 a 1907, trabajó como cocinera en el área de la ciudad de Nueva York.
En el año 1900, trabajó en una casa en Mamaroneck, Nueva York. En menos de dos semanas, los residentes contrajeron fiebre tifoidea. Entre 1900 y 1907 cocinaba en las casas de siete familias, la última en Park Avenue, y en cada una de ellas la gente enfermaba o moría. Cuando esto sucedía, Mary se escabullía y encontraba trabajo en otro lado. La familia de una de las víctimas contrató a un investigador llamado George Soper, quien identificó a Mary como una portadora asintomática. Según versiones, cuando Soper se enfrentó a ella por primera vez, lo echó fuera de su cocina amenazándolo con un tenedor de trinchar.

#### Más muertes y confinamiento
Se mudó a Manhattan en 1901, y los miembros de la familia para la que trabajó también desarrollaron la enfermedad. A continuación, pasó a trabajar para un abogado, hasta que tuvo relaciones sexuales con él, contagiándolo. Siete de los ocho miembros de la familia desarrollaron la fiebre tifoidea. En 1906, se afincó en Oyster Bay, Long Island. En dos semanas, seis de los once miembros de la familia para la que trabajaba fueron hospitalizados con fiebre tifoidea. Cambió sucesivamente de empleo, contagiando a los habitantes de otras tres casas. Las autoridades de Nueva York estaban desesperadas, y en 1907 fue exiliada a las instalaciones de aislamiento en North Brother Island en el río a las afueras de Nueva York. 
Mary entabló acciones legales, alegando que era injusto tratarla como una paria cuando no había hecho nada malo. Su caso fue ampliamente cubierto por el magnate de los periódicos William Randolph Hearst, que contó por primera vez el caso el 20 de junio de 1909. El apoyo de Hearst terminó siendo para Mary una espada de doble filo. La publicidad que generó le dio a Mary el dinero para sus acciones legales (se dice que Hearst incluso pudo haber pagado aquellas), pero el sobrenombre de Typhoid Mary, que la persiguió por el resto de su vida surgió de las publicaciones del periódico. 

#### Su libertad, otra vez cuestionada
Después de que se le levantara el aislamiento, Mary trató de trabajar en la lavandería, pero finalmente volvió a cocinar con una serie de nombres falsos. Incluso tomó un trabajo en las cocinas de un hospital. El ahora familiar rastro de muerte y enfermedad la persiguió. Es imposible saber de cuántas muertes fue responsable, algunas versiones sugieren que podría haber hasta 50. 
Cuando las autoridades la localizaron nuevamente, en 1915, no hubo campaña periodística ni simpatía que la salvara. Mary fue enviada de vuelta al aislamiento y vivió en confinamiento durante 23 años. En 1932 sufrió un infarto cerebral que le dejó la mitad del cuerpo paralizado, y del que no se recuperó. Murió en 1938, a la edad de 69 años, a causa de una neumonía.